# Gültigkeit
Gültigkeit ist die Eigenschaft, bei der etwas Geltungskraft besitzt. 
Der Ausdruck „Gültigkeit“ ist mehrdeutig. Er bedeutet Wahrheit, Richtigkeit und Anerkanntwerden in unterschiedlichen Zusammenhängen. Gültig ist, „was gilt und als richtig anerkannt werden muss“. Ungültigkeit ist die Negation des Wortes Gültigkeit.

## Gültigkeit im Sinne von Wahrheit
Gültigkeit wird zum einen im Sinne von Wahrheit oder nachgewiesener Wahrheit verwendet. Man spricht davon, ein Begriff sei gültig, wenn er auf einen Gegenstand zutrifft.
Daneben spricht man von der Gültigkeit einer Aussage (eines Urteils/eines Satzes) oder einer Theorie, wenn sie wahr sind.
Ein Schlussverfahren ist in der formalen Logik gültig, wenn bei Wahrheit der Prämissen die Konklusion wahr ist.

## Gültigkeit im Sinne von Richtigkeit
Gültigkeit steht vor allem für Richtigkeit. Die Gültigkeit im Sinne der Logik ist unabhängig von der Wahrheit der Prämissen oder der Konklusion: sie besagt lediglich, dass wenn die Prämissen wahr sind, die Konklusion zwingend wahr ist. Die Gültigkeit einer Schlussfolgerung oder eines Arguments beruht nicht auf der Wahrheit der Prämissen, sondern auf der logischen Form, auf der logischen Beziehung zwischen Prämissen und Konklusion. Auch wenn die Prämissen und/oder die Konklusion falsch sind, kann der Schluss/das Argument (formal) gültig sein. Umgekehrt können die Prämissen und die Konklusion wahr sein, das Argument/der Schluss jedoch ungültig sein.

### Gültigkeit bei Wahlen und Abstimmungen
Bei Wahlen und Abstimmungen steht Gültigkeit für das richtige, den Regeln entsprechende Ausfüllen eines Stimmzettels. So muss beispielsweise der Wille der abstimmenden Person auf dem Stimmzettel eindeutig erkennbar sein, es darf nur die erlaubte Höchstzahl an Wahlmöglichkeiten markiert werden und alle aufgebrachten Markierungen müssen den Vorgaben entsprechen. Üblicherweise beeinflussen gültige Stimmen das Ergebnis einer Wahl oder Abstimmung unmittelbar, während ungültige Stimmen allenfalls einen mittelbaren Einfluss ausüben.

### Logische Gültigkeit (= logische Wahrheit)
Gültig im Sinne von logisch wahr ist eine Aussage, ein Schluss oder ein Argument dann, wenn sie Einsetzungsinstanzen einer Aussagen-, einer Schluss- oder Argumentform sind, die allein auf Grund ihrer logischen Form wahr sind – unabhängig von dem Bestehen oder Nicht-Bestehen der Sachverhalte, auf die man sich bezieht.

#### Logische Gültigkeit einer Aussage
Eine Aussageform (Schema) ist „gültig genau dann, wenn jeder Satz dieser Form (und d. h. jeder Satz, in dem die Variablen des Schemas durch inhaltliche Ausdrücke des entsprechenden Typus ersetzt werden) analytisch wahr ist“. Oder mit anderen Worten: „Eine Aussage A einer Sprache L ist (allgemein)gültig, wenn A unter allen möglichen Wahrheitswertzuweisungen bzw. bzgl. aller möglichen Modelle für L wahr ist“ (Siehe auch: Tautologie).

#### Logische Gültigkeit eines Schlusses
Ein Schluss ist logisch gültig, wenn es aus Gründen der logischen Form des Schlusses unmöglich ist, dass die Prämissen wahr, jedoch die Schlussfolgerung (Konklusion) falsch ist. 
Geht es um aussagenlogische logische Partikeln, spricht man aussagenlogisch gültig, bei prädikatenlogischen Partikeln von prädikatenlogisch usw.

#### Logische Gültigkeit eines Arguments
Ein Argument ist logisch gültig, „wenn kein Argument mit gleicher logischer Form zwar wahre Prämissen, aber eine falsche Konklusion hat“. Die Gültigkeit eines Arguments muss von der faktischen Wahrheit oder Unwahrheit der daran beteiligten Sätze unabhängig sein; denn auch aus falschen Prämissen lassen sich richtige Schlussfolgerungen ziehen.
Gültigkeit und Ungültigkeit sind „rein formale Merkmale von Argumenten“, d. h. „Zwei Argumente von genau derselben Form sind entweder beide gültig oder beide ungültig, auf wie unterschiedliche Gegenstände sie sich auch beziehen mögen.“ Ein Argument ist ungültig, wenn es eine Interpretation gibt, welche alle Prämissen wahr und die Konklusion falsch macht.

### Gültigkeit im Sinne der Ethik
Spricht man in der Ethik von gültiger Norm, so bedeutet dies entweder, dass diese sanktioniert ist oder dass sie allgemein und objektiv begründet ist.

### Gültigkeit in der empirischen Sozialforschung (Validität)
In der empirischen Sozialforschung beschreibt die Gültigkeit die wissenschaftliche Qualität der Ergebnisse. Eine bestimmte Vorgehensweise erlangt Gültigkeit dadurch, dass sie das erfasst, was tatsächlich bewiesen werden soll. Man spricht auch von Validität.

### Gültigkeit in der Datenverarbeitung
In der Datenverarbeitung wird Gültigkeit in verschiedenen, oft nur aus dem Kontext ersichtlichen Zusammenhängen verwendet. Es steht für:
- Gültigkeit von Daten

aktuell – im Gegensatz zu veraltet bei veränderlichen Werten; es existiert ein zeitlicher Gültigkeitsbereich der Art „gültig seit … bis auf Widerruf“ oder „gültig von … bis …“ (zum Beispiel personenbezogenen Daten, Fahrpläne)
- Richtigkeit von Daten

richtig, genau – im Gegensatz zu falsch, ungenau (zum Beispiel Messungen)
- Vorhandensein von Daten

vorhanden, konsistent, lesbar – im Gegensatz zu nicht vorhanden, verstümmelt oder unlesbar (zum Beispiel Datenübertragung)
- Gültigkeit von Daten innerhalb von Programmen

legaler Zugriff auf Daten/Variablen innerhalb von Programmen. Durch die Gliederung eines Programmes in Programm und interne Unterprogramme entsteht eine Gültigkeitshierarchie. Deklarierte Variablen sind nur im umgebenen und in unteren enthaltenen Bereichen gültig. Die Gültigkeit von Variablen ist nicht zu verwechseln mit der Sichtbarkeit von Variablen. Eine Variable kann gültig aber nicht sichtbar sein. Umgekehrt ist eine sichtbare Variable immer gültig (siehe auch Variable (Programmierung)).

## Gültigkeit im Sinn von Wirksamkeit und Anerkanntwerden
Gültigkeit steht auch für Wirksamkeit und Anerkanntwerden.

### Gültigkeit im Recht
Im Recht steht Gültigkeit auch für Rechtswirksamkeit oder verpflichtendes Anerkanntwerden (Rechtskraft, amtliche Anerkennung). Beispiel: Das Gerichtsurteil, der Vertrag, der Personalausweis ist gültig. Bezüglich einer Rechtsnorm hingegen spricht die Rechtsphilosophie von Rechtsgeltung, während die Gültigkeit einer Rechtsnorm mit ihrer Gesetzeskraft entsteht.

### Gültigkeit im Sinne von Anerkennungswürdigkeit
Im handlungs- und kommunikationstheoretischen Bereich soll gültig bedeuten, dass für den Anspruch auf Wahrheit oder Richtigkeit eine Anerkennungswürdigkeit besteht und über die Anerkennung eine „intersubjektive Übereinstimmung“ herbeigeführt wird.

## Gültigkeit und Gültigkeitsbereich
Mit Gültigkeit bezeichnet man die Richtigkeit oder Existenz innerhalb eines notwendigen Gültigkeitsbereiches bei gleichzeitiger Ungültigkeit außerhalb desselben. Gültigkeit wird ungenau auch verwendet, um die bloße Existenz, Konsistenz, Richtigkeit oder Brauchbarkeit ohne Vorhandensein eines Gültigkeitsbereiches zu beschreiben.
Festlegung des Gültigkeitsbereiches
Der Gültigkeitsbereich ergibt sich entweder direkt aus aufgestellten Behauptungen, etwa bei physikalischen Gesetzen, oder die Festlegung erfolgt willkürlich, etwa bei Vereinbarungen zwischen Personen. Häufig ist der Gültigkeitsbereich räumlich oder zeitlich begrenzt, er kann aber auch personenbezogen oder durch beliebige andere Randbedingungen festgelegt sein.
Um etwas als „gültig“ bezeichnen oder annehmen zu können, bedarf es einer Übereinkunft zwischen mindestens zwei Individuen oder die Gültigkeit ist systemabhängig, d. h. sie ist durch ein System spezifiziert, für welches zuvor die anzuwendenden Parameter definiert wurden und diese von der Gemeinschaft, welche das System anwendet, mehrheitlich akzeptiert sind:
- Naturgesetze: universelle Gültigkeit, Gültigkeitsbereich ist das Universum.
- Aussagen, Behauptungen: Gültigkeitsbereich ergibt sich durch Überprüfung (physikalische Gesetze und Theorien).
- Vereinbarungen zwischen Personen (natürlichen und juristischen): Gültigkeitsbereich ist Gegenstand der Vereinbarung (Gesetze, Verträge, Rechte, Urkunden als verbriefte Rechte).